# 第21山地步兵师 (波兰)
第21山地步兵师（波蘭語：21 Dywizja Piechoty Górskiej）是一支创建于二战前的波兰陆军部队。1939年波兰遭入侵后，该师是参与了反侵略战斗的两个山地步兵师之一。
最终，第21山地步兵师成功逃过了德军的追杀，于9月12日夜间渡過位於雅罗斯瓦夫附近的桑河。9月16日，第21山地步兵师残部遭到包围，绝大多数官兵都投降了，还有些被缴械。该师师长在亲自率领士兵发动进攻时阵亡。